# Антифашистское подполье в Риге
Антифашистское подполье в Риге — общее название групп и организаций, боровшихся с нацистским оккупационным режимом в период Великой Отечественной войны. Существовало в период нацистской оккупации с июля 1941 года по октябрь 1944 года, функционировало, как и во всех районах, оккупированных нацистскими захватчиками, в условиях жестокого террора.
Подполье на всех этапах своего существования состояло из различных групп и организаций, которые действовали в том числе под руководством КПЛ на территории столицы и её окрестностей против нацистской оккупационной администрации (возглавляемой руководителем генерального комиссариата Отто Дрекслером) и местного органа самоуправления (председателем которого являлся Оскар Данкерс). Несмотря на многочисленные акции карательного характера, которые были спланированы начальниками полиции и оккупационной администрации края, подполье функционировало с переменным успехом на протяжении всего периода вхождения Латвии в состав оккупационного территориального образования Остланд.

## Участники и группы антифашистского подполья
Первые группы антифашистского подполья в Риге были созданы в начале июля 1941 года Янисом Антоном (1905—1941), организовавшим комсомольскую ячейку сопротивления оккупантам. Позже, на рубеже 1941 и 1942 годов, Центральный комитет КП(б) Латвии организовал переброску через границу нескольких активных участников антифашистского подполья, в числе которых можно отметить Арвида Рендниекса (1919—1943), являвшегося одним из защитников Риги в период сражений за этот город в конце июня 1941 года. Рендниекс некоторое время возглавлял Рижскую комсомольскую роту, в самом начале военных действий вступил в Первую латышскую стрелковую роту, позже участвовал в обороне Таллина. Он был направлен в Латвию для участия в организации антифашистского подпольного движения в конце августа 1941 года. Позже, пережив ранение и арест шуцманами, 1 мая 1942 года ему удалось добиться освобождения, после чего Рендниекс продолжил активную подпольную деятельность, заняв пост секретаря Рижского городского нелегального комитета комсомола. 21 ноября 1942 года при пересечении линии фронта Рендниекс был во второй раз схвачен нацистами и позднее — расстрелян в Бикерниекском лесу.
В сентябре 1941 года была создана подпольная организация «Молодая гвардия», которую возглавили комсомольцы Я. Кроп и К. Мейшан, она объединила около 100 человек. Участники группы собирали оружие и боеприпасы, организовывали побеги арестованным и советским военнопленным, занимались саботажем, выпускали газеты и листовки. В 1942 году организация установила контакты с другими группами советских подпольщиков, в 1943 году — вошла в состав объединенного подпольного центра.
В мае 1942 года в Риге начала действовать подпольная группа, в состав которой вошли Аугуст Лейнесар, Аугуст Юмикис и Г. Голдберг. Группа действовала в течение полутора лет, прежде чем была раскрыта и уничтожена противником.
Из других активистов подпольного антифашистского движения на оккупированной территории следует назвать Бориса Акимовича Ващонока (1918 — ?), Эрнеста Саулитиса (1910—1943), а также создателя Коммунистического интернационала молодёжи в 1942 году Витольда Яунтирана, руководителя боевого отряда этой организации, убитого в бою с формированиями полицаев под Юмправой.
Многие группы антифашистского подполья распространяли на предприятиях, подчинённых нацистской администрации, листовки антифашистского содержания, в которых озвучивались призывы к саботажу, распространяли нелегальную литературу (как Коминтерн Яунтирана), оказывали помощь советским военнопленным, по мере возможности организовывали побеги из заключения пленных и активистов антифашистского движения. Также антифашистские организации участвовали в обеспечении вооружением частей Красной армии.

## Деятельность Рижского подпольного центра
Вторая половина лета выдалась тяжёлой для представителей антифашистского подполья. Всего за июль-август 1941 года было арестовано более 100 участников, среди которых был и руководитель первого подпольного вооружённого формирования Янис Антон. Период октября-ноября 1941 и апреля-мая 1942 годов повлёк за собой арест ещё 400 участников антифашистского подполья. Однако ситуация постепенно выравнивалась в 1942 году, когда начал функционировать Рижский подпольный центр. Центр возник в июле-августе 1942 года, когда разведгруппа Саулитиса слилась с несколькими антифашистскими организациями и образовала на основе Рижского городского нелегального комитета Комсомола Рижскую нелегальную парторганизацию (секретарь Арвид Рендниекс).
Рижский подпольный центр руководил латвийской антифашистской организацией, которая, в свою очередь, координировала деятельность активистов подполья на территориях Саласпилского шталага, Рижского гетто, Рижского лагеря военнопленных, а также антифашистскими группировками в Лигатне, Цесвайне, Валке, Куправе, Огре, в окрестностях железнодорожной станции Сабиле и т. д. Из диверсионных актов, осуществлённых Рижским подпольным центром, следует назвать:
- 7 июля 1942 года был взорван немецкий военный склад в Цекуле, на котором находилось 9 тыс. тонн боеприпасов[3];
- 16 сентября 1942 года бойцы Рижского подпольного центра взорвали эшелон с боеприпасами на ж.-д. станции Шкиротава[4];
- 5 сентября 1942 года был подожжён военный склад в Риге на улице Цитаделес (севернее Старого города, территория дореволюционного таможенного пакгауза);
- 3 октября 1942 г. бойцы Рижского подпольного центра сожгли военный склад организации «Тодт» в Чиекуркалнсе[4];
- последние дни октября 1942 года — уничтожение авиационных складов в Сужи (окрестности Риги, северный берег Киш-озера);
- 5 ноября 1942 года — взрыв самодельной бомбы в редакции газеты «Тевия», издававшейся оккупационными властями[4].

Участники подпольного центра Риги также принимали участие во многих других актах подрывной деятельности, также пытались установить контакт с французскими маки. Большой урон РПЦ понёс 21 ноября 1942 года, когда при переходе линии фронта у Старой Руссы были арестованы Рендниекс, Саулитис и другие участники, которые были доставлены в Рижскую центральную тюрьму, а затем расстреляны в Бикерниекском лесу.

## Деятельность Рижского нелегального комитета комсомола Латвии
Первый городской нелегальный комитет был создан Рендниексом и Викторией Мисой (1921—1943) в результате объединения нескольких подпольных групп рижского комсомола летом 1942 года. Первый комитет, занимавшийся распространением листовок и проведением диверсий, просуществовал до ноября-декабря 1942 года, когда он был разгромлен нацистами, а 6 мая 1943 года было расстреляно более 100 его участников.
Второй комитет был создан осенью 1943 года Имантом Судмалисом. Его секретарями были рижские подпольщики Джемс Банкович и Малдс Скрейя. Банкович участвовал в создании таких важных учреждений, как нелегальная типография и мастерская по производству взрывчатки. Ими был организован срыв организованного немецкими властями митинга на Домской площади 13 ноября 1943 года.
В феврале 1944 года гнстапо разгромило второй нелегальный комитет, 18 февраля были арестованы Джемс Банкович, Малдс Скрейя и Имант Судмалис, которые позже были казнены.
После побед Красной армии в сражениях под Сталинградом и на Курской дуге, в 1943 году начался второй этап деятельности рижских подпольных антифашистских организаций. Фронтовые разведчики Август Лейнесар и Август Юмикис осенью 1943 года организовали новую организацию сопротивления, был создан Коминтерн молодёжи, возникла организация «Народные мстители» под руководством бежавшего из плена актёра Ленинградского ТЮЗа Ивана Маширова (1908—1944) в первой половине 1943 года и многие другие организации сопротивления («Юные коммунары», женская подпольная организация Ольги Гриненберг).

## Деятельность подпольной антифашистской организации «Народные мстители»
Ранней осенью 1941 года в Ригу пробрался участник ленинградского ополчения актёр Ленинградского ТЮЗа Иван Маширов. Эта группа ополченцев была отрезана немцами от Ленинграда в районе Сиверской и, скрытно двигаясь на запад, добралась до Риги. Будучи по образованию архитектором, Маширов смог поступить на работу в архитектурное бюро. Окружив себя единомышленниками, он создал подпольную группу «Народные мстители». Основным направлением деятельности его группы было формирование боевых единиц сопротивления среди рабочих городских предприятий, которые в том или ином виде обслуживали военную машину оккупационного режима. Также в состав рабочих боевых групп входили посланные на предприятия советские военнопленные, которым своевременно поставлялось оружие.
К середине лета 1943 года в составе организации «Народные мстители» официально числилось более 170 частично вооружённых участников, которые оказывали противодействие оккупационному режиму. Особо значимым было поставленное на конвейер специалистами в соответствующей области изготовление поддельных документов для новых членов антифашистской организации, тайно прибывавших на территорию рейхскомиссариата «Остланд». Кроме того, «Народные мстители» распространяли агитационные листовки с призывами к саботажу и сопротивлению.
В начале июля 1943 года Иван Маширов сумел обеспечить тайное пересечение границы бежавшей из плена группе советских лётчиков, в чём ему оказали существенную помощь разведывательные и диверсионные подразделения белорусских партизан. Вскоре после этой операции, 14 июля 1943 года, «Народные мстители» из-за недостатка конспирации, а возможно, по доносу, были разоблачены и нейтрализованы полицейскими формированиями. Иван Маширов и многие члены группы были казнены в Центральной рижской тюрьме в конце 1943 или в начале 1944 года.

## Второй период антифашистского подполья
На новом этапе функционирования антифашистского подполья по направлению ЦК КП(б) Латвии, который к середине лета 1944 года взял на себя ответственность за координирование деятельности местного антифашистского подпольного центра, в Ригу прибыл ветеран партизанского движения Имант Судмалис. Весной и летом 1944 года резко увеличились акты широкомасштабного саботажа на промышленных предприятиях, подчинённых нуждам оккупационной администрации, возросло количество локальных боестолкновений, интенсивнее стали проводиться диверсии, спланированные группировками рижского подполья. К наиболее активным можно причислить такие организации антифашистского сопротивления как «Смерть смерти», «Циня» («Борьба»), «Ветраспутнс» («Буревестник»), «Юные коммунары», а также боевая подпольная группировка под командованием Хадо Лапсы (? — 1944) и Эдуарда Индуленса (? — 1944).
Также в июле 1944 года в лесном массиве под Балдоне был создан партизанский отряд Рижского района, командование которым приняли профессор Паул Матисович Галениекс (1891—1962) и рабочий Олег Вольдемарович Тихоновский (1920 года рождения). 24 сентября 1944 года Галениекс, Тихоновский и их соратники организовали засаду на дороге Балдоне — Кекава, в результате операции были уничтожены 30 чиновников оккупационной администрации. Летом и осенью 1944 года Балдоненскому партизанскому отряду удалось предотвратить вывоз из Латвии в Третий Рейх большого количества предметов материальной и культурной ценности, который планировали в директорате культуры местного самоуправления. Чтобы сохранить ценности, на нескольких рижских предприятиях были созданы подпольные хранилища. В летний период 1944 года широкую деятельность развернули представители боевых подразделений Красной армии, в основном профессиональные разведчики и партизаны (например, Арвид Розе (1909—1944).
Участники рижского антифашистского подполья понесли значительные потери. Нацистские оккупанты и местные коллаборационисты арестовали более 12000 участников латвийского движения Сопротивления.

Помимо рижских подпольных организаций, активно действовавших в разные периоды нацистской оккупации, партизанские отряды и группировки сопротивления функционировали по территории всей Латвии.